# Колевавузо (Изернија)
Колевавузо је насеље у Италији у округу Изернија, региону Молизе.
Према процени из 2011. у насељу је живело 81 становника. Насеље се налази на надморској висини од 587 м.